# Нолан, Ллойд
Ллойд Бенедикт Нолан (англ. Lloyd Benedict Nolan; 11 августа 1902[…], Сан-Франциско, Калифорния — 27 сентября 1985[…], Лос-Анджелес, Калифорния) — американский киноактёр.

## Биография
Нолан начал свою карьеру в театре, с 1930-х годов начал сниматься в кино. Он снимался в основном во второстепенных ролях во многочисленных фильмах, среди которых: «Джимены» (1935), «Большие карие глаза» (1936), «Интерноса не может взять деньги» (1937), «Джонни Аполлон» (1940), «Батаан» (1943), «Дерево растет в Бруклине» (1945) «Где-то в ночи» (1946), «Леди в озере» (1947), «Улица без названия» (1948), «Лемон Дроп Кид» (1951), «Остров в небе» (1953), «Последняя охота» (1956), «Шляпа, полная дождя» (1957), «Пейтон плейс» (1957), «Портрет в чёрных тонах» (1960), «Мир цирка» (1964), «Полярная станция „Зебра“» (1968), «Аэропорт» (1970), «Землетрясение» (1974) и «Ханна и её сёстры» (1986).
Нолан умер в возрасте 83 лет от рака легких, похоронен на Вествудском кладбище.

## Избранная фильмография
- 1940 — Джимены — Хью Фаррелл
- 1936 — Техасские рейнджеры — Сэм Макги «Полька Дот»
- 1940 — Джонни Аполлон — Микки Дуайер
- 1940 — Дом на берегу залива — Слэнт  Колма
- 1940 — Майкл Шейн, частный детектив — Майкл Шейн
- 1941 — Блюз ночью — Дэл Дэвис
- 1941 — Ночной поезд на запад — Майкл Шейн
- 1941 — Одетый для убийства — Майкл Шейн
- 1942 — Время убивать — Майкл Шейн
- 1942 — Синий, белый и идеальный — Майкл Шейн
- 1942 — Человек, который не умирал — Майкл Шейн
- 1942 — Недалеко от Бродвея — Майкл Шейн
- 1944 — Сопротивление вражескому допросу — офицер разбора полётов ВВС США (учебный, пропагандистский; в титрах не указан)
- 1945 — Дом на 92-й улице — агент Джордж А. Бриггс
- 1948 — Улица без названия — инспектор ФБР Джордж А. Бриггс
- 1949 — Солнце восходит — Томас И. Чандлер
- 1957 — Шляпа, полная дождя — Джон Поуп-старший